# Nicholas Callan
Pater Nicholas Joseph Callan (Darver, 22 december 1799 – Maynooth, 10 januari 1864) was een Iers priester, wetenschapper en uitvinder. Hij was een pionier in de ontwikkeling van de elektrische wetenschap en de uitvinder van de inductiespoel, de voorloper van de transformator.

## Levensloop
Callan werd geboren in Ierland als vijfde kind in een gezin van zes of zeven. Zijn eerste scholing was bij een academie in Dundalk, die geleid werd door een presbyteriaanse predikant, William Nelson. Zijn lokale parochie priester, pater Andrew Levens, nam hem bij de hand als misdienaar en zorgde ervoor dat hij naar de Navan kweekschool voor priesters ging.
In 1816 betrad hij Maynooth College, waar hij natuurlijke en experimentele wijsbegeerte studeerde onder dr. Cornelius Denvir, de latere bisschop van Down en Conner. Callen werd tot priester gewijd in 1823 en ging vervolgens naar Rome om te studeren aan de Sapienza Università waar hij een doctoraat in de godgeleerdheid kreeg in 1826.
Tijdens zijn verblijf in Italië maakte hij kennis met het werk van elektriciteitspioniers zoals Luigi Galvani en Alessandro Volta. In 1826 keerde Callan terug naar Maynooth waar hij Denvir opvolgde als de nieuwe professor natuurlijke wijsbegeerte (tegenwoordig natuurkunde). Een positie die hij uitvoerde tot aan zijn overlijden in 1864.

## Carrière
Callans carrière begon toen hij met elektriciteit begon te experimenteren in het kelderlaboratorium van het Maynooth college. Beïnvloed door William Sturgeon en Michael Faraday begon hij te werken aan het idee van de inductiespoel.

### Inductiespoel

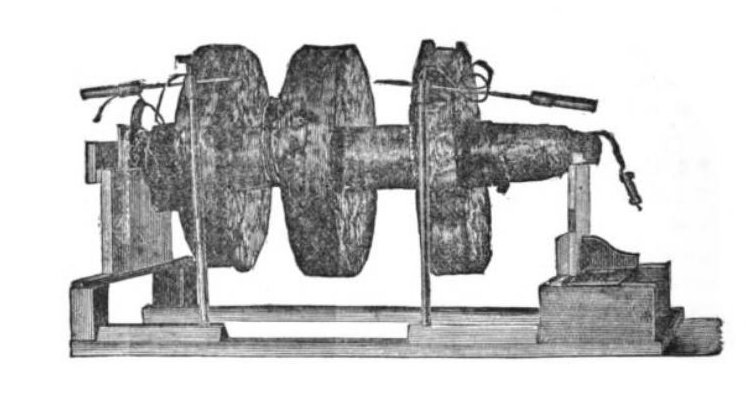
Callans vonkinductor (1836)

In 1836 ontdekt hij dat wanneer een stroom van een batterij door een primaire spoel (weinig windingen van dik draad) werd onderbroken er een zeer hoge spanning werd opgewekt in de niet aangesloten secundaire spoel (veel windingen van dun draad). Voor het onderbreken van de primaire stroomkring ontwikkelde Callen een maak-en-verbreek mechanisme, die hij repeater (ofwel herhaler) noemde. Deze onderbreker bestond uit een wiegende draad die aangedreven via een klok herhaaldelijk werd neergelaten in een met kwik gevuld bakje.
In 1837 bouwde hij een gigantische inductiemachine: hij genereerde 15 inch grote vonken, een geschatte spanning van 600 000 volt en de grootste kunstmatige bliksembol ooit gezien. Callan stuurde een replica van zijn inductiespoel naar Sturgeon in Londen, die hem in augustus 1837 liet tentoonstellen aan de leden van de Electrical Society. Vanwege de grote vonken die het produceert wordt het apparaat van Callan ook wel vonkinductor genoemd.

### Maynooth-batterij
Omdat voor zijn experimenten met elektromagnetisme betrouwbare batterijen nodig waren deed Callan ook op dit gebied belangrijk werk. In 1854 vond hij de Maynooth-batterij uit. Eerdere batterijen (eigenlijk galvanisch elementen) gebruikten het zeldzame, dure platina dan wel het onbevredigde koolstof als positieve elektrode en zink als negatieve elektrode.
Callan ontdekte dat als alternatief voor platina en koolstof ook het goedkope gietijzer gebruikt kon worden. Bij de Maynooth batterij was de buitenmantel gemaakt van gietijzer en gevuld met elektrolyt terwijl de zinken plaat in het midden bevond. Omdat deze ondergedompeld was in een poreuze pot met een tweede elektrolytische vloeistof waren er twee vloeistoffen benodigd. In 1855 vond hij uit dat hij een eenvoudiger model kon maken door de poreuze pot weg te halen en beide vloeistoffen te vervangen door één elektrolytische oplossing.
Tijdens zijn experimenten met batterijen ontdekt Callan ook een vroege methode van galvaniseren om ijzer te beschermen tegen roesten. Hij patenteerde het idee.

## Erkenning
Het was de in Duitsland geboren Parijse instrumentmaker Heinrich Ruhmkorff die de vonkinductor op grote schaal fabriceerde en zoals elke instrumentmaker in die tijd zette hij zijn naam op het apparaat. De Ruhmkorff-inductor werd als snel een bekende naam in de wetenschap en daarbij in verschillende tekstboeken terechtkwam. Dit werd nooit betwist, totdat professor McLaughlin in 1936 zijn onderzoek naar Callans experimenten publiceerde die onomstotelijke bewezen dat Callan de echte uitvinder was van de inductiespoel.
- International Standard Name Identifier: 0000 0000 3406 8397
- Library of Congress Control Number: n97098915
- Trove: 1508326
- Virtual International Authority File: 63298775